# Collegio d'Europa
Il Collegio d'Europa (ufficialmente College of Europe in inglese o Collège d'Europe in francese) è un istituto indipendente di studi europei post-universitari fondato nel 1949 con sede a Bruges in Belgio, a Tirana in Albania e a Varsavia in Polonia, presso il parco storico Natolin.

## Storia

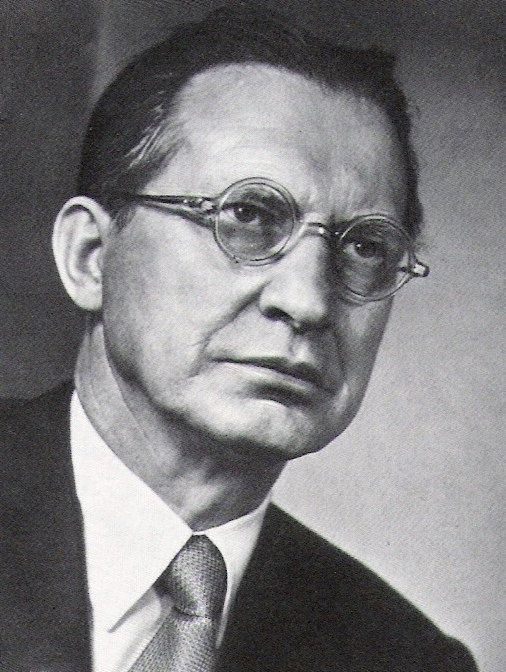
Alcide De Gasperi, oltre ad essere uno dei padri fondatori dell'Unione Europea, è considerato uno degli ispiratori del Collegio d'Europa.

Le origini del Collegio risalgono al Congresso dell'Aia del 1948, quando Salvador de Madariaga, di concerto con Winston Churchill, Alcide De Gasperi e Paul-Henri Spaak propose l'idea di creare un collegio dove giovani laureati di differenti Paesi potessero studiare e vivere insieme. A quel tempo, un gruppo di cittadini di Bruges, guidati da padre Karel Varleye, riuscì con successo a proporre la città belga quale sede dell'istituto. Il collegio, ai suoi albori, non disponeva di un corpo docente permanente; i corsi erano tenuti infatti da accademici di rilievo e talvolta da funzionari governativi, provenienti da ogni parte d'Europa. Nel 1992, sulla scia dei cambiamenti occorsi con la caduta del comunismo nell'Europa centrale e orientale, fu aperto su richiesta del governo polacco un secondo campus a Varsavia, presso il parco storico Natolin. Un terzo campus è stato creato nel 2024 a Tirana, in Albania.

## Strutture
L'ammissione al collegio d'Europa è altamente selettiva e gli studenti sono generalmente valutati in coordinazione con il ministero degli affari esteri del Paese d'origine. La richiesta di iscrizione avviene su impulso di un comitato nazionale oppure in prima persona qualora il Paese d'origine del candidato ne sia sprovvisto.
Le sole lingue ufficiali sono l'inglese e il francese. 
Curricula
- Master of Arts in transatlantic affairs
- Relazioni internazionali e studi diplomatici dell'Unione europea
- Studi economici europei
- Studi giuridici europei
- Studi interdisciplinari europei
- Studi politici e di governance europei

Secondo la tradizione invalsa, in uso altresì presso l'École nationale d'administration, gli anni accademici sono denominati promotion e ognuno di essi è dedicato ad un patron, ossia un illustre personaggio europeo; la cerimonia di apertura è presieduta da un eminente politico definito orateur.

### Campus di Bruges

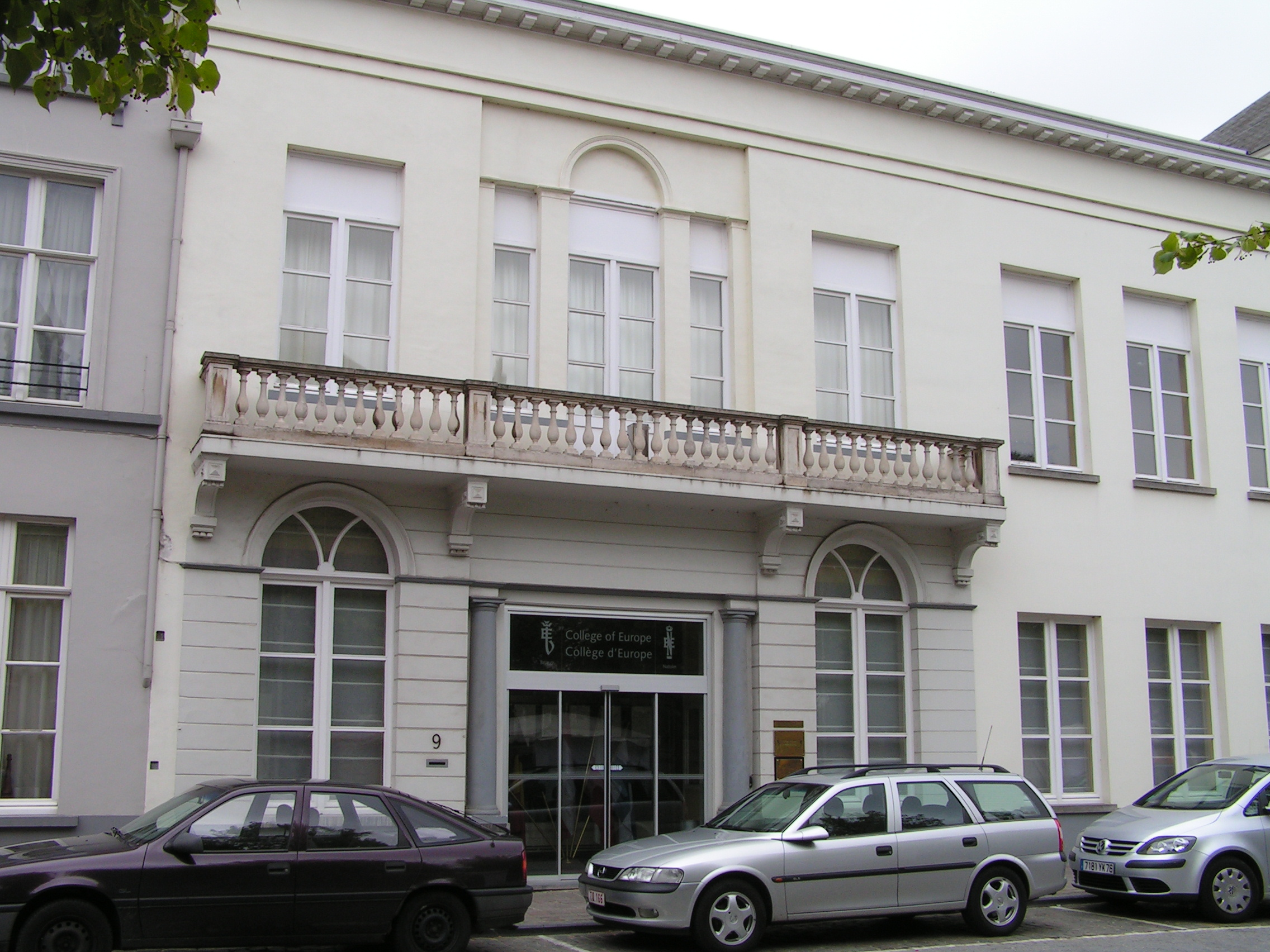
Il campus del Collegio d'Europa "Dijver" a Bruges

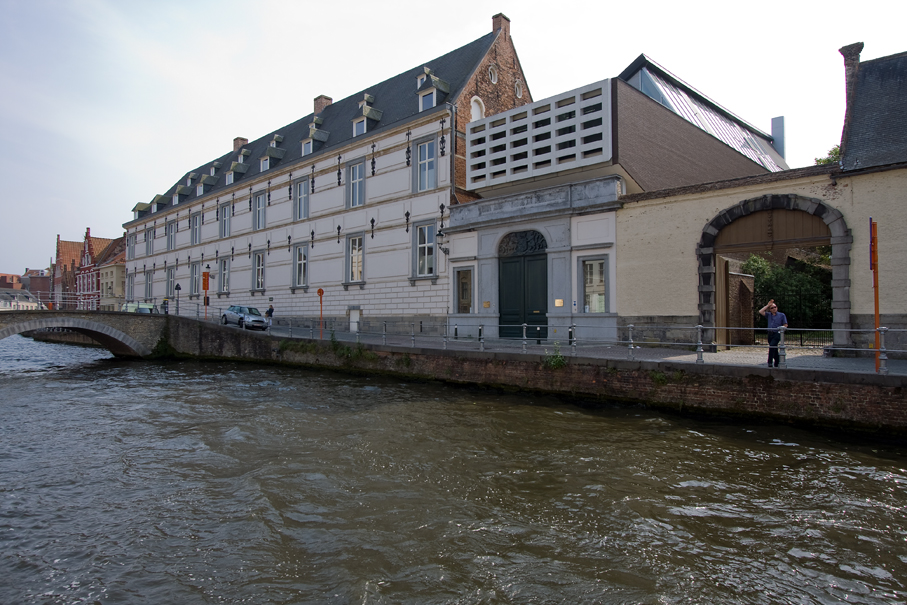
Il campus del Collegio d'Europa "Verversdijk" a Bruges

Il campus di Bruges si trova nel centro dell'omonima città belga delle Fiandre. Gli edifici che formano il Campus sono i seguenti:
- Dijver: edificio principale dove sono collocati i principali uffici amministrativi, la reception, le classi e la biblioteca.
- Garenmarkt: ospita quaranta stanze e la mensa per gli studenti, undici appartamenti per i professori del Collegio, il salon du Recteur e due saloni in stile XIX secolo.
- Verversdijk: dal 2007 gli edifici ospitano aule, uffici per il corpo docente e ricercatori.

Il collegio può contare inoltre su un sistema di residenze diffuse, dalla capienza massima di sessanta studenti ciascuna, site nel centro di Bruges, in prossimità di Dijver. 

### Campus di Natolin

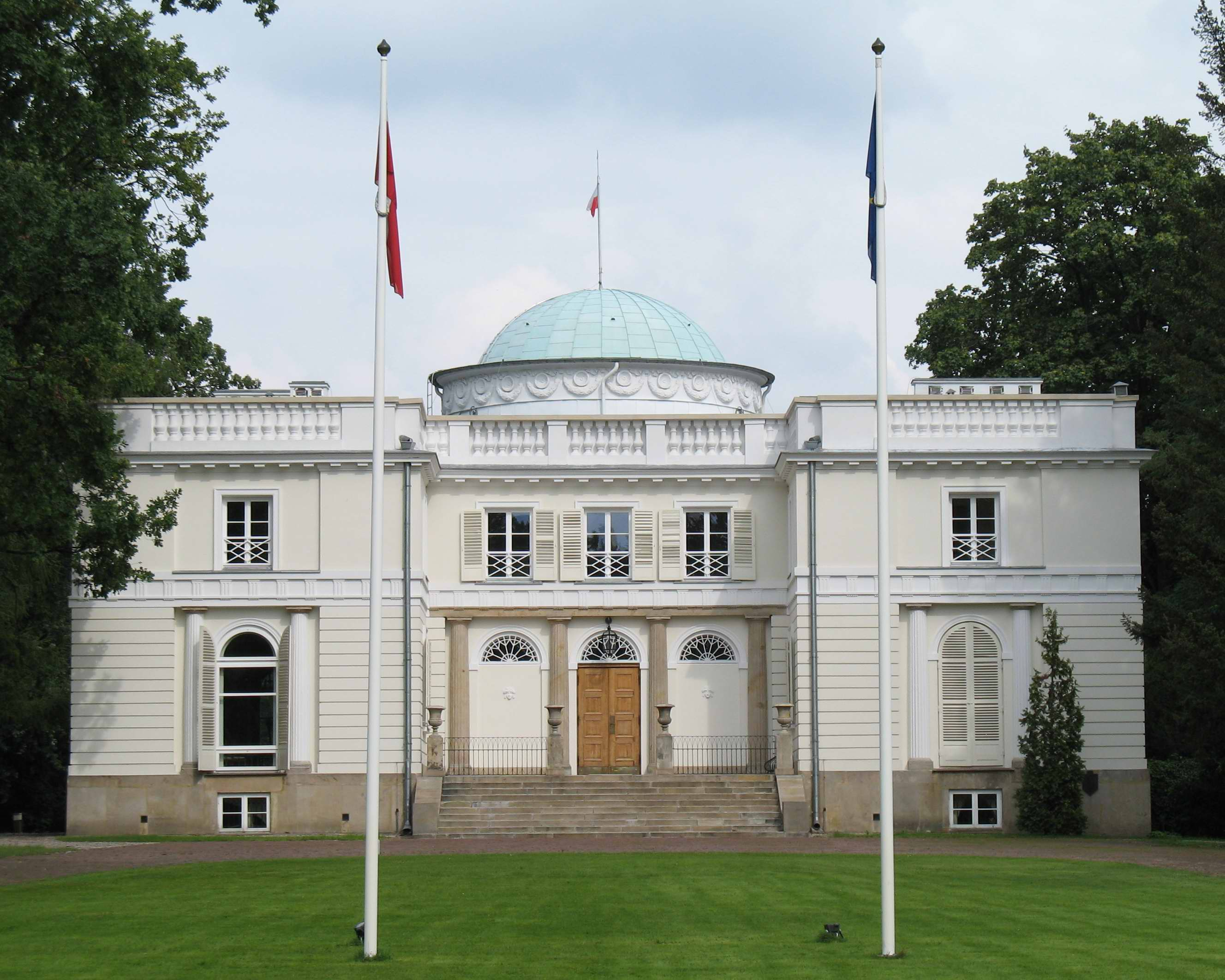
Palazzo Potocki a Natolin

Il campus di Natolin a Varsavia fu fondato nel 1992, in risposta alla caduta dei regimi socialisti dell'Europa orientale e in previsione di un allargamento dell'Unione europea. Il campus è inserito in un parco storico e riserva naturale di 120 ettari – già residenza di caccia reale di Natolin – situato nell'area meridionale di Varsavia. I vecchi edifici, inclusa la residenza principale, le stalle e le altre costruzioni sono state convertite conformemente alle necessità del collegio.

## Attività studentesche
Nel 1998, a seguito dei un'iniziativa degli ex alunni del Collegio, è stata costituita la fondazione europea "Madariaga", presieduta da Javier Solana.

## Finanziamenti
Il Collegio è finanziato principalmente dall'Unione europea, dal governo belga e dal governo polacco; mentre altri governi nazionali e fondazioni private vi partecipano in minor misura.

## Rettori
- Hendrik Brugmans (1949-1971)
- Jerzy Łukaszewski (1972-1990)
- Werner Ungerer (1990-1993)
- Gabriel Fragnière (1993-1995)
- Otto von der Gablentz (1996-2001)
- Piet Akkermans (2001-2002)
- Robert Picht (2002-2003 ad interim)
- Paul Demaret (2003-2013)
- Jörg Monar[3] (2013-2020)
- Federica Mogherini[4] (2020-)